# Хор Розарте
Хор Розарте — детский хор Афинского муниципалитета и хор Греческой радиовещательной корпорации. Хор принадлежит музыкальным ансамблям муниципалитета Афин с февраля 2008 года.
Хор участвовал в церемонии открытия Специальной Олимпиады 2011 года, исполнив национальный гимн Греции.
В 2008 году хор стал независимым, в нём 240 участников в возрасте от 6 до 19 лет.

## Πрофессора
- Рози Масстросавва (Маэстро)[4][5]
- Ольга Алексеопулу (профессор вокала)[6]
- Дженни Сулкуки (аккомпаниатор)[7]
- Мирто Акрибу (аккомпаниатор)[8][9]
- Марица Вамвукли (профессор вокала)[10][11]
- Мария Лампидони (профессор вокала)[12]
- Реа Карагеоргиу (педагог / психотерапевт)[13]